# 莱温·奥古斯特·冯·本尼希森

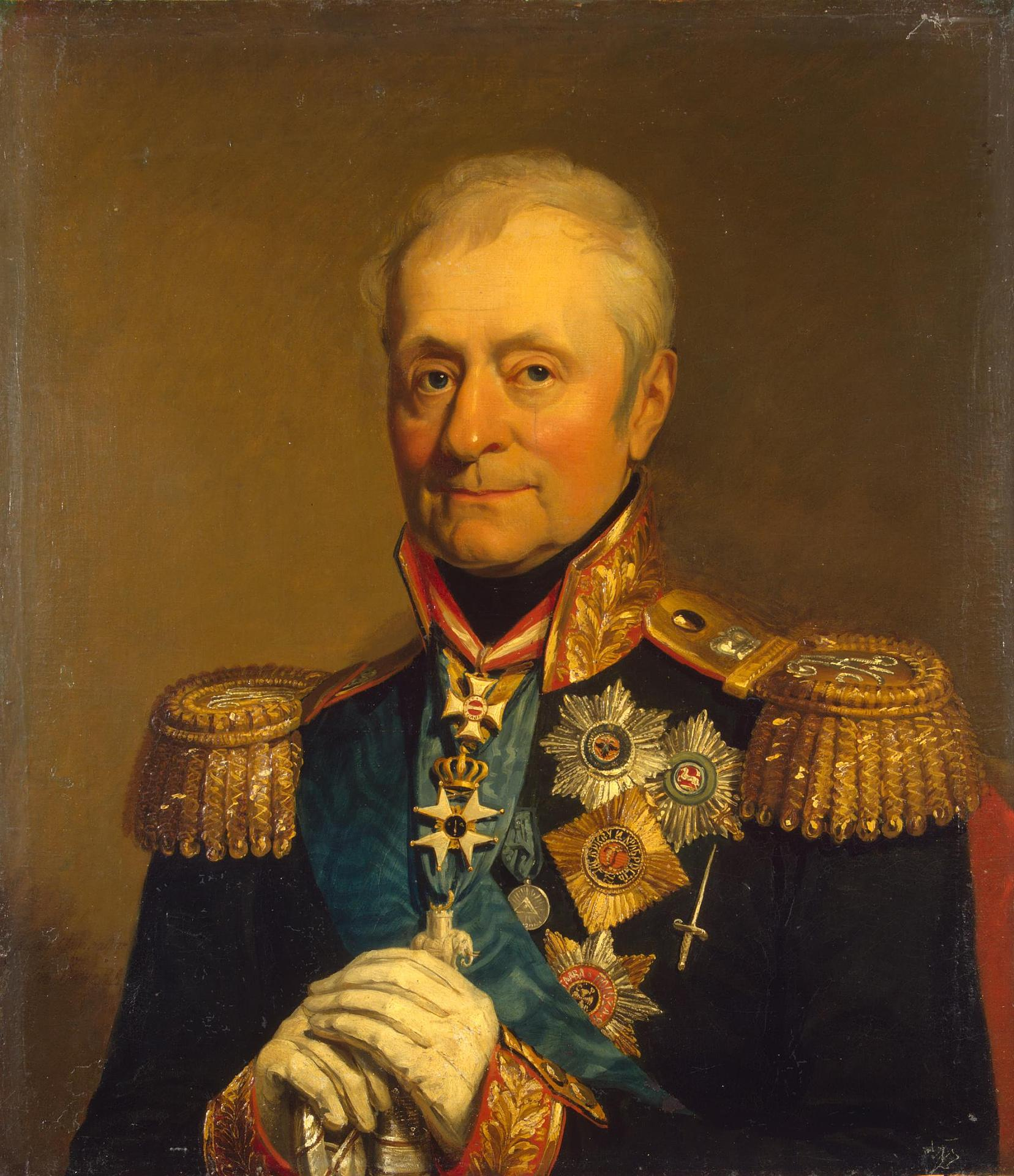
乔治·道所绘的肖像

莱温·奥古斯特·冯·本尼希森（德語：Levin August von Bennigsen；1745年2月10日—1826年12月3日），俄语名列昂季·列昂季耶维奇·边尼格先（羅馬化：Leóntii Leónt'yevich Bénnigsen），效力于俄罗斯帝国的德意志人，俄罗斯帝国將軍、伯爵。初在漢諾威的軍隊中服役，1773年參加俄軍，1774和1778年同奥斯曼帝国作戰，1787年成為上校，1794年參加鎮壓波蘭起義，1801年任立陶宛總督，1802年升騎兵上將，1805年任集團軍司令，曾保衛普烏圖斯克。